# Ногинский трамвай
Ногинский трамвай — закрытая трамвайная система в городе Ногинске, работавшая со 2 марта 1924 года по 11 июня 2013 года. Это первая трамвайная система, открытая при советской власти, и одна из двух (вместе с Коломной) на территории Московской области. Представляла собой единственную однопутную линию с 8 разъездами, соединившую городские окраины и проходящую через центральную часть города. Движение трамваев было временно прекращено 1 апреля 2011 года. После этого в 2012 и 2013 году предпринимались попытки восстановления движения.
23 октября 2023 года администрация Богородского городского округа объявила о том, что восстановление трамвая в городе больше не планируется. Таким образом, система официально и окончательно закрыта.

## Трамвайная система в советский период
Трамвай в Богородске (с 1930 года — Ногинск) был запроектирован ещё до революции, но события 1917 года помешали реализации этих планов. Поэтому строительство началось только в 1923 году. Изначально планировалось строительство линии с подвижным составом трамвайного типа в Москву, но этот план осуществлён не был.
Движение по однопутной линии открыто 2 марта 1924 года по маршруту Истомкино — Центр (Вокзал) — Глухово. Существовали маршруты Глухово — Центр (Вокзал) и Истомкино — Центр (Вокзал), развозившие пассажиров с прибывающих поездов.
В 1937 году был демонтирован разворотный круг у платформы Захарово, линия была продлена в Октябрьский посёлок. Это произошло благодаря строительству нового Глуховского моста через Клязьму.
В 1950 году началось строительство линии в Посёлок Ильича. Но завершено оно было лишь в 1962 году. В течение 10 лет по линии ходил маршрут № 2 Вокзал — Посёлок Ильича. В 1972 году линии в Посёлок Ильича и к заводу «Кардолента» были закрыты, разворотные круги демонтированы, но построена новая линия в Доможирово.
В 1983 году в трамвайном депо произошёл сильный пожар, в результате которого сгорело много только что поступивших вагонов (14 штук), но трамвайное движение не прерывалось.
В 1994—1995 годах был построен новый трамвайный треугольник «Захарово», на котором разворачивались трамваи во время ремонта путей на Поселке Октября, а затем и во время ремонта Глуховского моста в 2000—2001 г. Треугольник использовался в служебных целях до самой остановки движения.. Также в 1995 году произошло массовое списание вагонов РВЗ-6М2 (было списано 13 вагонов) и прибытие трёх новых вагонов 71-608КМ, столько же прибыло в 1997 году. Это был последний год, когда использовался гейт на станцию Ногинск.

## Последние годы перед остановкой движения
Трамвай подчинялся организации «Мособлэлектротранс» (администрация находится в Коломне). Выпуск на единственный маршрут в 2009 году составлял от 4 до 6 вагонов, интервалы держались около 25 минут. С января 2010 года муниципалитетом был сокращён заказ на перевозки трамваем, вследствие чего выпуск на линию сократился до трёх вагонов, интервалы составили около 40 минут. Бо́льшая часть платёжеспособного потока стала пользоваться маршрутками, трассы следования которых практически полностью совпадали с трамвайной линией. 

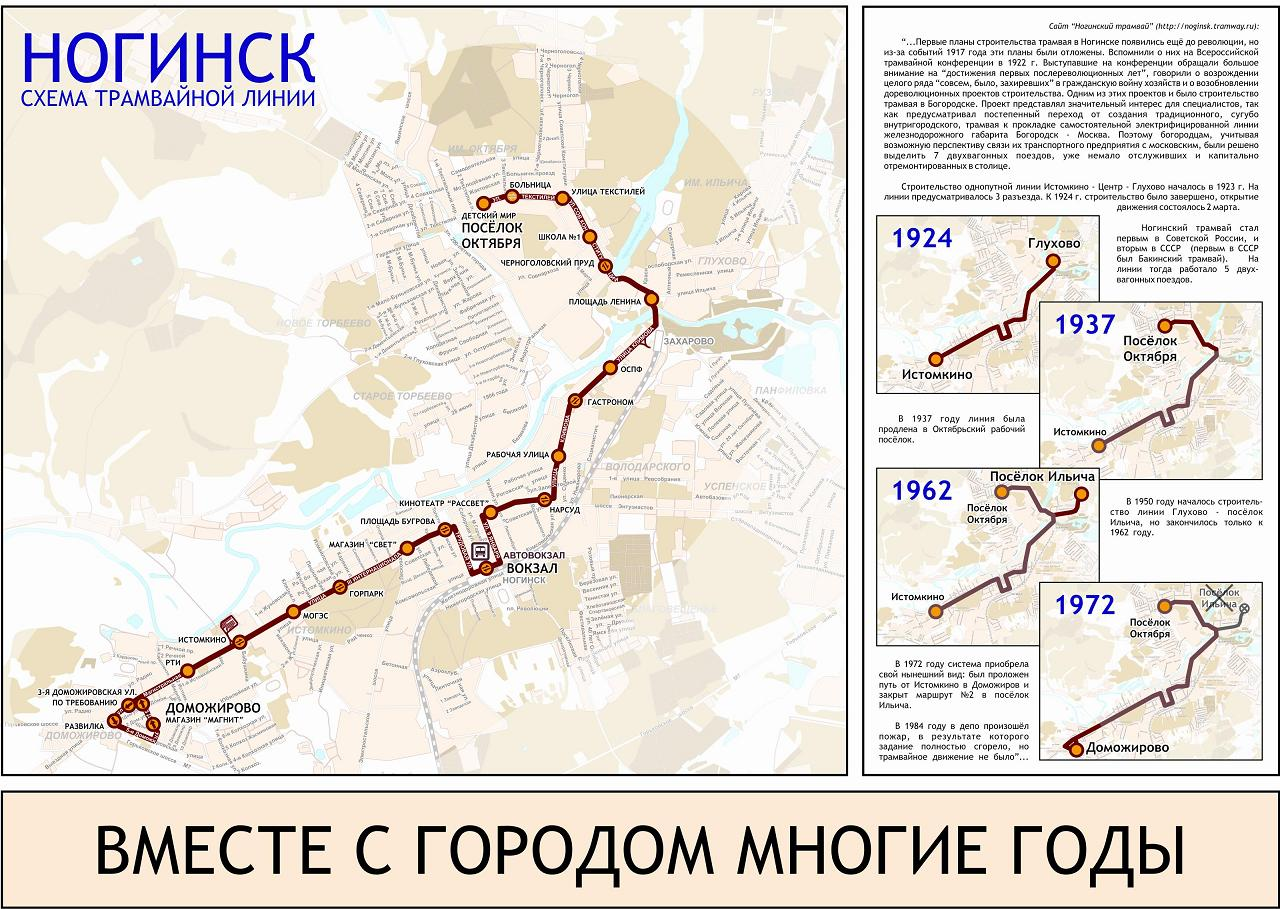
Один из вариантов схемы Ногинского трамвая для наклеивания в вагоне

Путевая инфраструктура в Ногинске находилась в неудовлетворительном состоянии. Последний капитальный ремонт путей был проведён в 2008 году и затронул только участок Истомкино — Бугрова. На половине протяжённости сети действовали ограничения по скорости от 20 км/ч до 10 км/ч.
В плохом состоянии находилась и контактная сеть. Плохое состояние путей и контактной сети приводили к низкой маршрутной скорости и частым сходам и задержкам движения. Также из-за аварийного состояния был закрыт боковой путь разъезда «Вокзал», трамваи там разъезжаться более не могли. В связи с большими интервалами необходимость в ряде разъездов отпала, разъезд «Больница» был частично разобран, а разъезд «Дворец пионеров» — зашит. Всего перед закрытием регулярного движения действовали пять разъездов, скрещение вагонов было возможно также на стрелке у остановки «3-я Доможировская ул.» и на оборотном треугольнике «Захарово».
Однако трамвай считался одной из достопримечательностей города, в местной прессе регулярно возникали дискуссии о расширении трамвайной сети и строительстве линии в соседний город Электросталь, либо о закрытии системы и строительстве «однорельсового» трамвая.
1 апреля 2011 года движение трамвая было временно закрыто на неопределённый срок.

## Период нерегулярного движения трамвая
В течение года проходил процесс передачи трамвая от «Мособлэлектротранс» в муниципальную собственность. 2 апреля 2012 года глава Ногинска Владимир Хватов заявил, что трамвай возобновит работу с 30 апреля.
30 апреля 2012 года впервые за 13 месяцев было запущено движение трамвая — в техническом режиме. Состоялась обкатка вагона № 36 от Истомкино до Захарово. Вагон совершил 4 круга. Однако во время утренней попытки заезда к пос. Октября вагон продвинулся не далее 2 остановок от Захарово.
1 июля 2012 года возобновлено регулярное движение трамваев с пассажирами, затем 10 августа опять закрыто, а 28 сентября снова возобновлено, после чего опять остановлено 12 октября.
22 апреля 2013 года началась обкатка линии вагоном № 36 от Истомкино до Захарово, тогда вагон совершил 2 круга. С 7 июня по 11 июня 2013 года трамвай в последний раз работал с пассажирами по маршруту Истомкино-Захарово, после чего пассажирская эксплуатация Ногинского трамвая была временно прекращена.

## Подвижной состав
В 2002 и 2003 годах были списаны последние 2 вагона РВЗ-6М2 (№ 7 и № 9). В последнее время они занимались перевозкой пассажиров в исключительных случаях, остальное же время они стояли в депо в качестве запасных вагонов. Однако, ещё на протяжении 4 лет там же, в депо, находился ещё один вагон РВЗ — № 16. Он был списан вместе с большим количеством РВЗ ещё в 1995 году, но всё это время служил в депо сараем. В конце 2007 года этот последний Ногинский РВЗ был порезан на металл.
С тех пор в депо остались только 6 вагонов 71-608КМ, один из которых (№ 1) был списан в марте 2011 года и затем в 2012 году разобран, а также 2 вагона 71-608К (№ 3 и № 6), которые были списаны ещё в марте 2010 года, но продолжали храниться на территории депо до июня 2018 года, после чего были порезаны вместе с частью другого подвижного состава трамвайного депо.
Таким образом, к 2013 году к пассажирской эксплуатации оставались пригодны только 5 вагонов (71-608КМ 1995—1997 гг. № 2, № 4, № 5, № 11 и № 36). Кроме того, к депо продолжали оставаться приписанными 2 снегоочистителя (в нерабочем состоянии) и грузовая платформа, бывшая когда-то трамвайным вагоном МТВ-82. К этому времени здание депо Ногинского трамвая было передано в аренду частному предпринимателю сроком на 49 лет, который организовал на территории предприятия автосервис.
В 2014 году вышел срок эксплуатации всех вагонов Ногинского трамвая, в связи с чем в случае восстановления трамвайного движения требовался их капитальный ремонт или замена на новые. В сентябре 2016 года трамвайный вагон № 36 был увезён в Военно-Технический музей села Ивановское с целью ремонта. Таким образом, в трамвайном депо остались 4 вагона 71-608КМ, техническое состояние которых в любом случае не позволяло использовать их для регулярной пассажирской эксплуатации.
В июне 2018 года одновременно с началом демонтажа рельсового полотна были порезаны снегоочистители и 2 вагона 71-608К. Вагоны 71-608КМ (№ 2, № 4, № 5, № 11) были списаны в 2018 и утилизированы в июле 2019 года.
Полная таблица подвижного состава Ногинского трамвая за всю историю существования системы.
| Siemens       | 1924—1934 | Из Москвы (8 вагонов)                                  |
| MAN моторный  | 1924—1938 | Из Москвы (10 вагонов)                                 |
| MAN прицепной | 1924—1950 | Из Москвы (10 вагонов)                                 |
| Х             | 1934—1964 | из Москвы (8 вагонов)                                  |
| М прицепной   | 1934—1955 | Из Москвы (3 вагона)                                   |
| Ф             | 1938—1969 | Из Москвы (22 вагона)                                  |
| КП прицепной  | 1945—1964 | Из Москвы (16 вагонов)                                 |
| С прицепной   | 1955—1969 | Из Москвы (25 вагонов)                                 |
| БФ            | 1965—1969 (один из них после списания был передан в Нижний Новгород и до сих пор стоит в музее как экспонат)                                     | Из Москвы (21 вагон)                                   |
| МТВ-82А       | 1969—1980 (тележка от одного из вагонов до сих пор приписана к депо и служит грузовой платформой)                                                | Из Москвы (23 вагона), Новосибирска (27 вагонов)       |
| РВЗ-6М2       | 1978—2003 (один из вагонов стоял на территории депо до 2007 года)                                                                                | (40 вагонов, 14 из них сгорели во время пожара в депо) |
| 71-608К       | 1993 — март 2010 (находились на территории депо до 2018 года)                                                                                    | (2 вагона)                                             |
| 71-608КМ      | 1995 — июнь 2013 (четыре последних вагона были утилизированы в июле 2019 года, один вагон (№36) передан в военно-технический музей в Ивановское) | (6 вагонов)                                            |

## Особенности сети и интересные места
Трамвайная линия проходила по жилым районам города. Необычна для России однопутность линии — за поездку происходило 2—3 скрещения со встречными вагонами, а также деревянные опоры контактной сети (на участке от разъезда «Нарсуд» до разворотного треугольника «Захарово»).
- У станции Ногинск сохранились остатки трамвайной линии на территорию контейнерной станции, где раньше располагался гейт[24]. Сейчас он располагается у пассажирской платформы станции. Новый гейт также находится в полуразрушенном состоянии.
- Две тяговые подстанции (одна — у остановки МОГЭС, вторая — в здании 1920-х годов у разъезда «Нарсуд»[25]).
- У платформы Захарово находится разворотный треугольник[26].
- Глухое пересечение с промышленной железной дорогой у площади Ленина. До середины 1990-х годов здесь было пересечение с трёхниточной колеёй 1524+750 мм. В 2009 году рельсы промышленной дороги на пересечении с трамвайной линией и автомобильной дорогой сняты, уложена плитка и асфальт.

## Схема маршрутов
Приводится схема основной линии и разобранной линии в Посёлок Ильича. Названия остановочных пунктов основной линии приведены на момент остановки регулярного движения по всей линии 1 апреля 2011 года. Названия остановочных пунктов на разобранной линии приведены на сегодняшний день.
|  |  |  |

|  |  |  |

|  |

|  |

|  |

|  |

|  |

|  |

|  |

|  |  |  |

|  |

|  |

|  |  |  |

|  |  |  |

|  |

|  |

|  |

|  |

|  |

|  |  |  |

|  |  |  |

|  |  |  |

|  |

|  |

|  |

|  |

|  |

|  |  |  |

|  |  |  |

|  |

|  |

|  |  |  |

|  |  |  |

|  |  |  |

|  |  |  |

|  |  |  |

|  |  |  |

|  |

|  |

|  |

|  |

|  |

|  |

|  |

|  |  |  |

|  |

|  |

|  |  |  |

|  |  |  |

|  |

|  |

|  |

|  |

|  |

|  |  |  |

|  |  |  |

|  |  |  |

|  |

|  |

|  |

|  |

|  |

|  |  |  |

|  |  |  |

|  |

|  |

|  |  |  |

|  |  |  |

|  |  |  |

|  |  |  |

|  |  |  |

|  |  |  |

|  |

|  |

|  |

|  |

|  |

|  |

|  |

|  |  |  |

|  |

|  |

|  |  |  |

|  |  |  |

|  |

|  |

|  |

|  |

|  |

|  |  |  |

|  |  |  |

|  |  |  |

|  |

|  |

|  |

|  |

|  |

|  |  |  |

|  |  |  |

|  |

|  |

|  |  |  |

|  |  |  |

|  |  |  |

|  |  |  |

|  |  |  |

|  |  |  |

|  |

|  |

|  |

|  |

|  |

|  |

|  |

|  |  |  |

|  |

|  |

|  |  |  |

|  |  |  |

|  |

|  |

|  |

|  |

|  |

|  |  |  |

|  |  |  |

|  |  |  |

|  |

|  |

|  |

|  |

|  |

|  |  |  |

|  |  |  |

|  |

|  |

|  |  |  |

|  |  |  |

|  |  |  |

|  |  |  |

|  |  |  |

|  |  |  |

|  |

|  |

|  |

|  |

|  |  |  |

|  |  |  |

|  |  |  |

|  |

|  |

|  |

|  |

|  |  |  |

|  |  |  |

|  |  |  |

|  |

|  |

|  |

|  |

|  |  |  |

|  |  |  |

|  |  |  |

|  |

|  |

|  |

|  |

|  |  |  |

|  |  |  |

|  |  |  |

|  |

|  |

|  |

|  |

|  |  |  |

|  |  |  |

|  |  |  |

|  |

|  |

|  |

|  |

|  |  |  |

|  |  |  |

|  |  |  |

|  |

|  |

|  |

|  |

|  |  |  |

|  |  |  |

|  |  |  |

|  |

|  |

|  |

|  |

|  |  |  |

## Список маршрутов
| № | Маршрут                                 | Годы работы            |
| - | --------------------------------------- | ---------------------- |
| 1 | Доможирово — Посёлок Октября            | 1924—2013 гг., 2016 г. |
| 2 | Вокзал — Глухово (платформа Захарово)   | 1924—1937 гг.          |
| 2 | Вокзал — Посёлок Ильича                 | 1962—1972 гг.          |
| 3 | Вокзал — Истомкино (завод «Кардолента») | 1924—1937 гг.          |

## Пассажиропоток Ногинского трамвая
Приводится таблица пассажиропотока Ногинского трамвая за последние 23 года перед остановкой движения. Как видно, пассажиропоток трамвайной системы оставался стабильным долгие годы. Учитывая то, что население Ногинска в те годы составляло 120 тысяч человек, нетрудно представить масштабы популярности этого вида транспорта.
Но критическим ударом для Ногинского трамвая стал запуск в 2006 году маршрутных такси, в частности маршрутов № 9 и 19 с интервалами в 3-5 минут, которые стали дублировать трамвайные пути на всём протяжении.
В 2012 и 2013 годах пассажиропоток Ногинского трамвая не учитывался из-за отказа от взимания платы за проезд.
| Год            | 1990 | 1995 | 1996 | 1997 | 1998 | 1999 | 2000 | 2001 | 2002 | 2003 (9 месяцев) | 2004 | 2005 | 2006 | 2007 | 2008 | 2009 | 2010 | 2011 (3 месяца) | 2012 (40 дней) | 2013 (5 дней) |
| -------------- | ---- | ---- | ---- | ---- | ---- | ---- | ---- | ---- | ---- | ---------------- | ---- | ---- | ---- | ---- | ---- | ---- | ---- | --------------- | -------------- | ------------- |
| Млн пассажиров | 2,7  | 2,2  | 2,2  | 2,2  | 2,4  | 2,4  | 2,3  | 2,1  | 2,3  | 1,6              | 1,9  | 1,9  | 0,8  | 0,6  | 0,6  | 0,5  | 0,3  | 0,443           | нет данных     | нет данных    |

## Попытки восстановления системы и демонтаж контактной сети
В начале июля 2013 года была срезана часть контактной сети: на всём протяжении от разъезда Истомкино в Доможирово, а также несколько пролётов у тяговой подстанции возле разъезда Нарсуд.

10 июля 2013 года Администрацией города Ногинска был объявлен конкурс на обслуживание комплекса Ногинского трамвайного предприятия. Конкурс продлился до 20 августа. Но на конкурс из-за неприемлемых условий не было подано ни одной заявки.

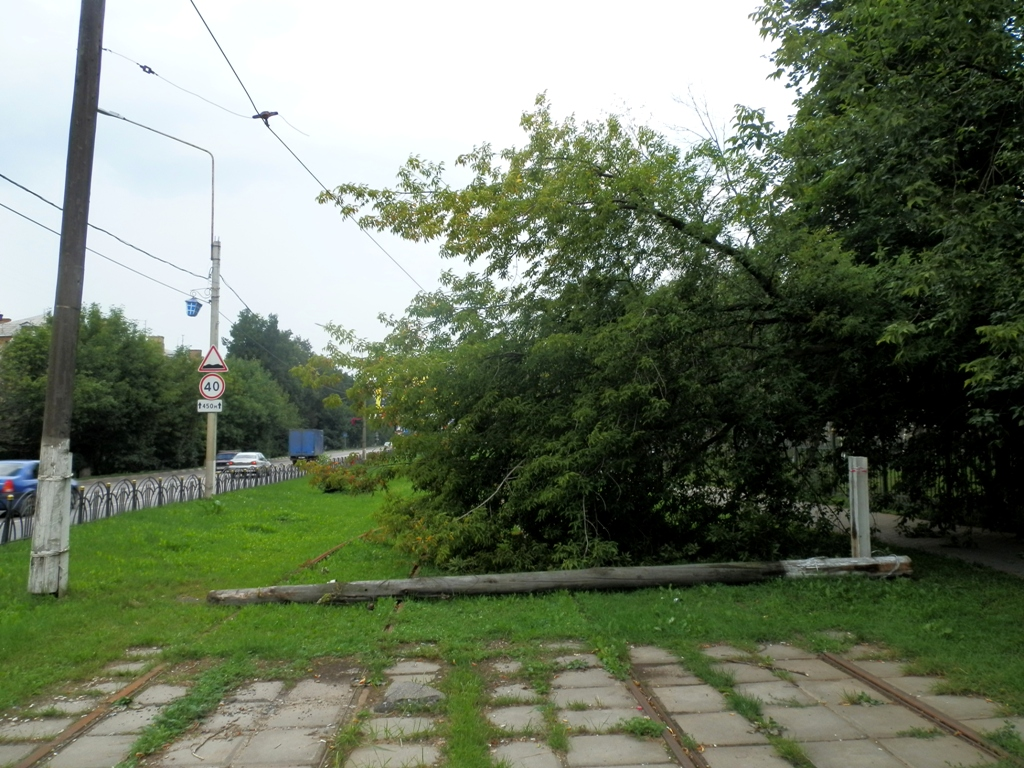
Оборванная контактная сеть и поваленная опора на разъезде «Посёлок Володарского»

С середины июля произошёл ряд хищений контактной сети. Контактная сеть была срезана на участке "Октябрьский рынок — Кольцо «Посёлок Октября», также было срезано ещё несколько пролётов около городской администрации.
В конце июля — начале августа начался демонтаж контактной сети от разворотного треугольника «Захарово» в сторону разъезда «Посёлок Володарского».

По состоянию на 29 июля 2013 года контактная сеть сохранялась на участках «Захарово» — «Октябрьский рынок», «Вокзал» — «Трамвайное депо».

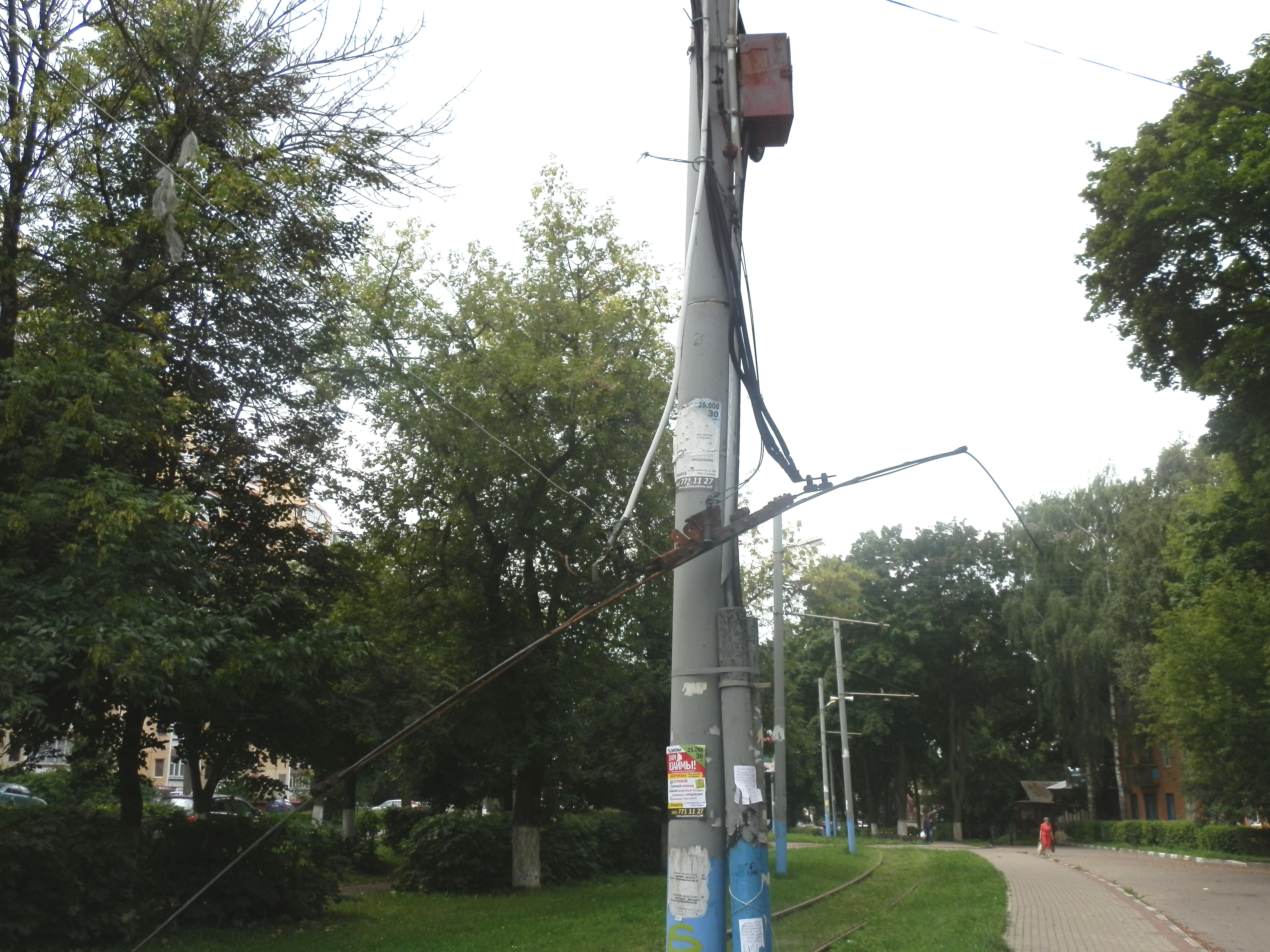
Главный изолятор Ногинского трамвая и срезанная около него контактная сеть

С 10 августа по 10 сентября 2013 года по всей трассе трамвая ходил автобус «Т», который существовал в так называемом «режиме трамвая» и должен был стать его временной заменой.
3 октября 2013 года по инициативе заместителя председателя Правительства Московской области Петра Иванова и Министерства транспорта Московской области в Ногинске состоялось заседание, на котором руководству местной администрации и транспортному предприятию была поставлена задача возобновить движение трамвая в срок до марта 2014 года. Были предложены планы перспективного развития сети в самом Ногинске и строительства линии в Электросталь.
В конце октября была капитально отремонтирована кровля на тяговой подстанции № 2 на МОГЭСе (на улице Ключик).
В начале ноября 2013 года хищения контактной сети продолжились: были срезаны провода у школы № 1 и у «Дома пионеров». По состоянию на декабрь, контактная сеть сохранилась лишь на участке от разъезда «Вокзал» до Ногинского филиала МГОУ и от Глуховского моста до разъезда «Черноголовский пруд». В таком состоянии 2 марта 2014 года Ногинский трамвай отметил свой 90-летний юбилей.
В марте 2014 года в рамках реконструкции Ногинского трамвая был объявлен конкурс на замену всех деревянных опор на металлические и на установку новой контактной сети. В это же время были срезана контактная сеть в районе Черноголовского пруда.
 Этот конкурс, как и предыдущий, не увенчался успехом.
1 мая 2014 года во второй раз был запущен автобус, который ходил по «маршруту трамвая». В отличие от первой попытки, на маршрут вышел не микроавтобус, а два низкопольных автобуса, которые позволяют передвигаться по городу пожилым и маломобильным людям. Но как и в предыдущие два раза, данная попытка не увенчалась особым успехом: маршрут просуществовал менее года и закрылся 3 января 2015 года.
В начале июля 2014 года были закатаны в асфальт отрезки путей на пересечении с Мирной и 3-й Доможировской улицами, что говорит о игнорировании решения властей вновь запустить трамвайную систему.
В августе 2014 года были объявлены очередные конкурсы на восстановление контактной сети и опор для неё. Но из-за неприемлемых условий не было подано ни одной заявки.
Таким образом, обещанный на вторую половину 2014 года запуск трамвая не состоялся. Новый 2015 год трамвайная система города Ногинска встретила в подвешенном состоянии: об официальном закрытии системы объявлено не было, но запустить движение уже не представлялось возможным без значительных капиталовложений. Более того, так и не удалось найти организацию-перевозчика, которая бы взялась за восстановление инфраструктуры и организацию регулярных пассажирских перевозок. Так как средств на восстановление контактной сети, ремонт рельсового полотна и закупку нового подвижного состава в бюджете города не имелось, то будущее Ногинского трамвая продолжало оставаться неопределённым.
23 марта 2016 года начался демонтаж опор контактной сети в Доможирово. В течение 4 месяцев опоры были демонтированы на всём протяжении линии, кроме трамвайного депо, участков на улицах 3-й и 5-й Доможировской, участка от разъезда «Нарсуд» до Городского парка и участка от Октябрьского рынка до кольца «Посёлок Октября».

## Референдум о сохранении трамвайного движения в Ногинске
В июне 2016 года на сайте администрации города Ногинска появился опрос с целью выяснить отношение горожан к идее восстановления трамвайного движения в городе. Кроме того, Советом депутатов Ногинского района была поддержана идея провести в Ногинске 18 сентября 2016 года референдум по вопросу Ногинского трамвая. На данный момент это единственный случай на постсоветском пространстве, когда жители города имели возможность самостоятельно решить, нужно ли трамвайное движение в их городе ли нет (Трамвайные системы Дзержинска, Рязани, Воронежа и т. д. были закрыты без учёта мнения жителей этих городов).
В августе 2016 года руководством Военно-Технического музея села Ивановское было принято решение «оживить» один из вагонов Ногинского трамвая и провезти его от трамвайного треугольника «Захарово» до Посёлка Октября, то есть рядом с основными Морозовскими постройками XIX — нач. XX вв. За несколько дней трамвайный вагон 71-608КМ № 36 был покрашен и 23 августа 2016 года был перевезен из трамвайного депо к разъезду на Черноголовском пруду.
В ходе акции выяснилось, что рельсы по улицам Советской Конституции и Текстилей практически полностью скрыты под слоем земли, а переезды в районе трамвайного кольца «Посёлок Октября» заасфальтированы. В связи с этим решено было «провезти» трамвайный вагон только от разъезда «Черноголовский пруд» до остановки Школа № 1, расчистив при этом около 400 метров рельс. Несмотря на то, что было совершено всего несколько «заездов», и в основном трамвайный вагон стоял на одном месте, это мероприятие фактически является последним выходом подвижного состава Ногинского трамвая на линию.
Из-за отсутствия контактной сети вагон прицепили к грузовику ЗИЛ, на который был также водружён флаг политической партии «Единая Россия». Около остановки «Школа № 1» трамвайный вагон находился до 29 сентября, после чего был увезён в Военно-Технический музей. Таким образом, в Ногинском трамвайном депо осталось всего 4 трамвайных вагона 71-608КМ, техническое состояние которых уже не позволяло перевозить пассажиров.
По результатам референдума жители города Ногинск высказались против сохранения и восстановления Ногинской трамвайной системы. Но поскольку в нём приняли участие менее половины избирателей, то решением Избирательной комиссии референдум был признан недействительным.

## Демонтаж трамвайных путей и окончательное закрытие
В течение 5 лет со времени остановки трамвайного движения в Ногинске предпринимались многочисленные попытки его возобновления, было организовано несколько инициативных групп с целью обновления трамвайной инфраструктуры, но деятельность ни одной из них не увенчалась успехом. С другой стороны, власти города активно продвигали проект реконструкции улицы 3-го Интернационала, который заключался бы в расширении дорожного полотна на одну полосу за счёт трамвайных путей, а также в организации на месте обособленной части трамвайной линии автомобильной парковки. Наконец, после долгих обсуждений в июне 2018 года началась реализация этого проекта: 13 июня были демонтированы первые метры трамвайных путей.
Как и ожидалось, в первую очередь начался демонтаж рельсового полотна на обособленной части линии вдоль улицы 3-го Интернационала: от выезда со совмещённой части напротив ресторана «Беркут» до остановки «МОГЭС». Таким образом, были демонтированы два трамвайных перегона и трамвайный разъезд около Дворца пионеров. В это же время начался демонтаж трамвайной инфраструктуры на территории и при подъезде к депо, были порезаны хранившиеся на территории предприятия списанные вагоны и снегоочистители. Незадолго до этих событий, ещё в середине мая 2018 года, в связи со строительством торгового центра был демонтирован трамвайный гейт на железнодорожную станцию Ногинск.
5 августа 2018 года начался демонтаж совмещённых трамвайных путей в историческом центре Ногинска, а именно на Трудовой улице. Интересно, что именно на этом участке трамвайной линии в 2008 году проводилась замена рельсового полотна, которое к моменту демонтажа находилась в достаточно хорошем состоянии, поскольку фактически эксплуатировалось всего лишь 3 года. К концу августа был также демонтирован участок рельсового полотна на улице 3-го Интернационала от Патриаршей улицы до выезда со совмещённой части на перекрёстке с Тихвинской улицей.
До конца 2018 года планировался полный демонтаж трамвайной инфраструктуры в городе, однако по состоянию на январь 2021 года трамвайная инфраструктура частично сохраняется: пути полностью не демонтировали, на некоторых участках стоят опоры контактной сети.
Летом 2019 года демонтаж трамвайных путей продолжился: в начале июля на участке от торгового центра «ЦУМ» до ресторана «Беркут» на улице 3-го Интернационала был произведён демонтаж трамвайных путей с последующей укладкой асфальта.
Весной 2021 года были демонтированы рельсы у кругового движения на пересечении улиц Советской Конституции и Ильича, а также на пересечении улиц Советской Конституции, Ильича и Климова.
23 октября 2023 года администрация Богородского городского округа сообщила, что возвращение трамваев в городе более не планируется. Система закрыта навсегда.